# Husiny
Husiny – część wsi Wólka Husińska w Polsce, położona w województwie lubelskim, w powiecie zamojskim, w gminie Krasnobród.
W latach 1975–1998 Husiny administracyjnie należały do województwa zamojskiego.
Oddalona około 1 km na południe od Wólki, na terenie wsi swoje źródło ma niewielka rzeka Sopot, prawy dopływ Tanwi.
Wierni Kościoła rzymskokatolickiego należą do parafii Nawiedzenia Najświętszej Maryi Panny w Krasnobrodzie.

## Historia
Husiny, w wieku XIX stanowiły wieś i dobra ziemskie, położone w stronie południowej powiatu zamojskiego w ówczesnej gminie Podklasztór, parafii Krasnobród, odległe od Zamościa 30 ½ wiorsty. Dobra zajmowały przestrzeni 1725 mórg ziemi położone pomiędzy lasami majątku Krasnobród i Tarnawatka. Własność niejakiego Sznuka.

Wieś figuruje w spisie z 1827 roku spisano wówczas 10 domów i 87 mieszkańców.